# Эшер фон дер Линт, Арнольд
Арно́льд Э́шер фон дер Линт (нем. Arnold Escher von der Linth; 8 июня 1807 года, Швейцария, Цюрих — 12 июля 1872 года, Швейцария, Цюрих) — швейцарский геолог. Арнольд Линт и Бернгард Штудер стали первыми учёными, системно подошедшими к изучении геологии Швейцарских Альп. Основатель Геологического института в Цюрихе. Совершил первое восхождение на вершину Лаутерархорн высотой 4042 метра над уровнем моря в Бернских Альпах в Швейцарии.

## Биография
Арнольд Эшер фон дер Линт родился 8 июня 1807 года в семье Ганса Конрада Эшера (1767–1823), швейцарского учёного, художника и политика, и Регулы фон Орелли. Ганс Конрад Эшер с 1802 года исключительно предался делу регулирования реки Линт, за что получил посмертно от сейма (тагзатцунга) прозвище «фон дер Линт». Арнольд был младшим, девятым, ребёнком в семье, однако единственным дожившим до совершеннолетия.
С ранних лет Арнольд сопровождал отца в его исследовательских поездках и экспедициях в Альпы, где он учился вести наблюдения и вести дневники. Это, а также обучение естественным наукам (с упором в геологию) в Женевской академии с 1825 по 1827 года, где его учителем был известный швейцарский ученый Никола Теодор де Соссюр, предопределило его будущее как геолога. В 1827 году он уехал в Берлин, где продолжил изучение геологии у Леопольда фон Буха и Александра фон Гумбольдта. В 1829 году Арнольд вернулся в Цюрих на должность лектора по минералогии и геологии в Цюрихском университете. В 1856 году Арнольд стал профессором геологии в только что основанном им Геологическом институте на базе Швейцарской высшей технической школы Цюриха.
Кроме преподавательской деятельности, Арнольд также занимался научными и практическими занятиями в горах вместе со своими студентами, причём зачастую Арнольд спонсировал эти поездки, тратя на это часть своей зарплаты и наследства, доставшегося от родителей. Арнольд Линт и Бернгард Штудер стали первыми учёными, системно подошедшими к изучении геологии Швейцарских Альп и прилегающих территорий (восточная Швейцария, Форарльберг, Тироль, Пьемонт и Ломбардия). Арнольд описал складчатость Альп и определил последовательность слоёв, которые ему удалось датировать с помощью характерных окаменелостей, также он подробно изучал ледники и их отложения. Кроме того, в 1853 году в соавторстве с Штудером они выпустили высоко оценённую научным сообществом геологическую карту Швейцарии.
Арнольд Эшер фон дер Линт был в числе группы альпинистов, которые 8 августа 1842 года совершили первое восхождение на вершину Лаутерархорн высотой 4042 метра над уровнем моря в Бернских Альпах в Швейцарии. Вместе с Арнольдом на вершину также поднялись Пьер Жан Эдуар Дезор и Кристиан Жирар и двое местных гидов Мельхиор Банхольцер из долины Хаслиталь и Якоб Лёйтхольд из Гриндельвальда.
Арнольд Эшер фон лер Линт умер в Цюрихе 12 июля 1872 года от рака пищевода, который был диагностирован у него весной. Вместе с его смертью также прервалась династия фон дер Линтов, так как у Арнольда не было детей. Большинство записок и научных трудов, сделанных им в течение жизни, сейчас доступны в архивах Швейцарской высшей технической школы Цюриха, а также в его биографии Arnold Escher von der Linth. Lebensbild eines Naturforschers, впервые изданной в 1873 году, автором которой стал ученик Арнольда Альберт Гейм.